# یواس‌اس باکسر (۱۸۳۲)
یواس‌اس باکسر (۱۸۳۲) (به انگلیسی: USS Boxer (1832)) یک کشتی بود که طول آن ۸۸ فوت (۲۷ متر) بود. این کشتی در سال ۱۸۳۱ ساخته شد.